# Arindam Bhattacharya
Arindam Bhattacharya (* 20. Mai 1989) ist ein indischer Fußballspieler, der als Torwart zum Einsatz kommt. Er steht derzeit beim Indian-Super-League-Club Atlético de Kolkata aus dem Bundesstaat Westbengalen unter Vertrag.

## Karriere

### Verein
Als Siebzehnjähriger unterschrieb seinen ersten Vertrag bei dem I-League-Club Churchill Brothers SC. Dort blieb er mindestens bis Sommer 2011, nach anderen Angaben bis Sommer 2012, als er zu Mohun Bagan AC wechselte. Ab 2014 folgte jedenfalls sein erster von insgesamt drei Abschnitten beim FC Pune City, einem Fußball-Franchise aus Pune, einer Stadt im indischen Bundesstaat Maharashtra. Dort kam er auf zehn Einsätze in der Startaufstellung sowie eine Einwechslung, was letztlich in der Summe zu 940 Einsatzminuten führte.
Für die Spielzeit 2015 wechselte er zum ebenfalls in Pune ansässigen Bharat F.C. Trotz massiver Investitionen seitens des Eigentümers Bharat Forge wurde die Spielzeit auf dem letzten Platz beendet. Aufgrund des sportlichen Misserfolgs sowie weiterer Gründe verlor der Kapitalgeber daraufhin das Interesse an dem Vehikel, woraufhin der indische Fußballverband All India Football Federation (AIFF) für die Folgespielzeit keine Lizenz für die I-League erteilte, da wesentliche finanzielle und personenbezogene Auflagen bis zum Stichtag nicht erfüllt wurden. Bhattacharya wechselte daraufhin, nachdem er 17 Spiele über die volle Spielzeit bzw. 1.530 Minuten für Bharat F.C. auf dem Platz stand, zurück zu Pune City in die Indian Super League.
In seiner zweiten Spielzeit bei diesem Club reduzierte sich seine Einsatzzeit ungefähr auf ein Drittel bzw. vier Einsätze über die volle Distanz (360 Minuten). Zusätzlich saß er in neun Spielen auf der Auswechselbank. Es folgte erneut ein Ausflug in die I-League, dieses Mal zu Sporting Goa, wo er die vierfache Zeit auf dem Platz verbrachte: 16 Spiele über 90 Minuten (kumuliert 1.440 Minuten). Im Vergleich dazu verbrachte er anschließend eine eher ruhige Saison bei seinem dritten Gastspiel bei Pune City, wo er nun zwölfmal auf der Bank Platz nahm und nur noch einmal – dann allerdings die gesamte Spieldauer – auf dem Platz stand. Daraufhin kehrte er den Indian Super League noch einmal den Rücken, um für Bengaluru FC in der I-League aufzulaufen. Sechsmal stand er dabei in der Saison 2017 in der Startaufstellung (bei einer Auswechslung) und saß in 13 Spielen auf der Ersatzbank, was unter dem Strich 501 Minuten auf dem Platz bedeuteten.
Für die Spielzeit 2017/2018 ging es zu dem Fußball-Franchise Mumbai City FC und dann zu Atlético de Kolkata (ATK).

### Nationalmannschaft
Mit der indischen Fußballnationalmannschaft trat Bhattacharya bei der Fußball-Südasienmeisterschaft 2009 an. Bei der insgesamt achten Auflage dieses Wettbewerbs erreichte das Team das Finale, bei dem sich Indien mit 3:1 im Elfmeterschießen gegen die Malediven durchsetzte. Bhattacharya hielt dabei zwei Elfmeter.
Auf die Teilnahme an der Fußball-Asienmeisterschaft 2011 musste er aufgrund einer Verletzung verzichten.

## Sonstiges
Im Januar 2011 wurde Bhattacharya kurzzeitig verhaftet, aber nach wenigen Stunden auf Kaution wieder freigelassen, da er einen Verkehrspolizisten verprügelt haben soll. Gegenüber den Medien teilte er mit, dass seine Aufgabe das Fußballspielen sei – und nicht Prügeleien mit der Polizei. Er könne die Vorwürfe nicht verstehen und halte sie für konstruiert. Dennoch wurde er kurz daraufhin von einem Gericht zu einer Haftstrafe von einem Tag verurteilt.

## Erfolge
- SAFF-Cup: Sieger 2009